# Russel Range
Russel Range är ett berg i Kanada.   Det ligger i provinsen British Columbia, i den centrala delen av landet, 3 600 km väster om huvudstaden Ottawa. Toppen på Russel Range är 1 968 meter över havet, eller 24 meter över den omgivande terrängen. Bredden vid basen är 0,21 km.
Terrängen runt Russel Range är kuperad österut, men västerut är den bergig. Trakten runt Russel Range är nära nog obefolkad, med mindre än två invånare per kvadratkilometer.. Det finns inga samhällen i närheten.
Trakten runt Russel Range består i huvudsak av gräsmarker.